# Quercus depressipes
Espèce
Classification phylogénétique
Statut de conservation UICN

 LC  : Préoccupation mineure
Quercus depressipes est une espèce d'arbres de la famille des Fagaceae. Ce chêne est présent au Mexique et dans l'État américain du Texas.